# Avenue de la Croix-Blanche
L'avenue de la Croix-Blanche est une voie située à Aulnay-sous-Bois. 

## Situation et accès
Cette voie de communication est accessible par la gare d'Aulnay-sous-Bois.

## Origine du nom

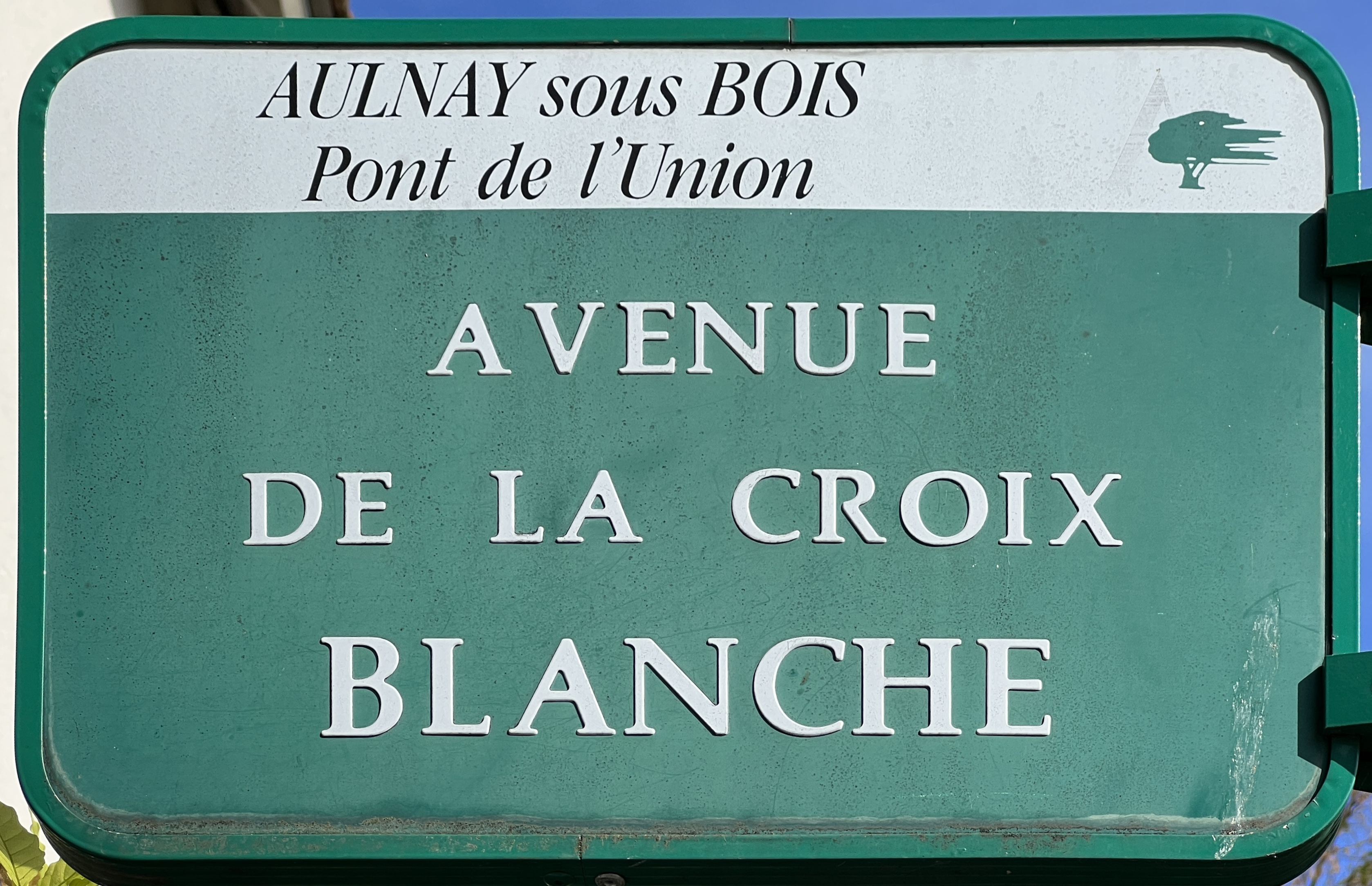
Plaque de l'avenue.

Son nom vient du lieu-dit La Croix-Blanche.
Le calvaire de la Croix-Blanche qui figure sur le cadastre napoléonien était placée à l'angle du chemin de Livry à Aulnay et du chemin forestier conduisant au Moulin-Neuf,.

## Historique

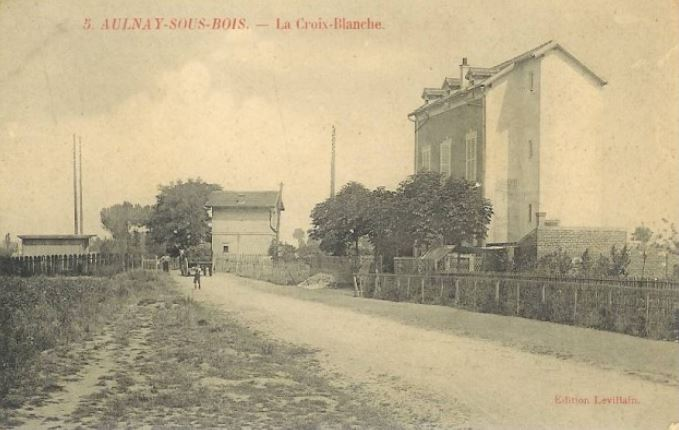
Aulnay-sous-Bois, la Croix-Blanche.

En septembre 1860, les travaux de construction de la ligne de Roissy, future Ligne d'Aulnay-sous-Bois à Roissy 2-RER, furent autorisés à traverser la ville, interrompant l'avenue. En 1868, un point d'arrêt fut créé au passage à niveau de la Croix-Blanche. En 1875, c'est à cet endroit que se fit le raccordement de la ligne Paris-Soissons, future ligne de La Plaine à Hirson et Anor (frontière), et qu'on y installa cette fois définitivement une halte desservie par un passage à niveau avec garde-barrière. C'est en 1921 que le passage à niveau fut remplacé par un pont éponyme.

## Bâtiments remarquables et lieux de mémoire
- Église Saint-Joseph d'Aulnay-sous-Bois
- Parc Bigottini
- Le pont de la Croix-Blanche qui franchit la ligne d'Aulnay-sous-Bois à Roissy 2[5].
- À l'angle de l'avenue du Gros-Peuplier, villa Les Rhododendrons[6].
- À l'angle de l'avenue du Clocher, la « ferme Garcelon », datant de la fin du XIXe siècle, et seul vestige agricole de la zone pavillonnaire du sud de la commune[7].

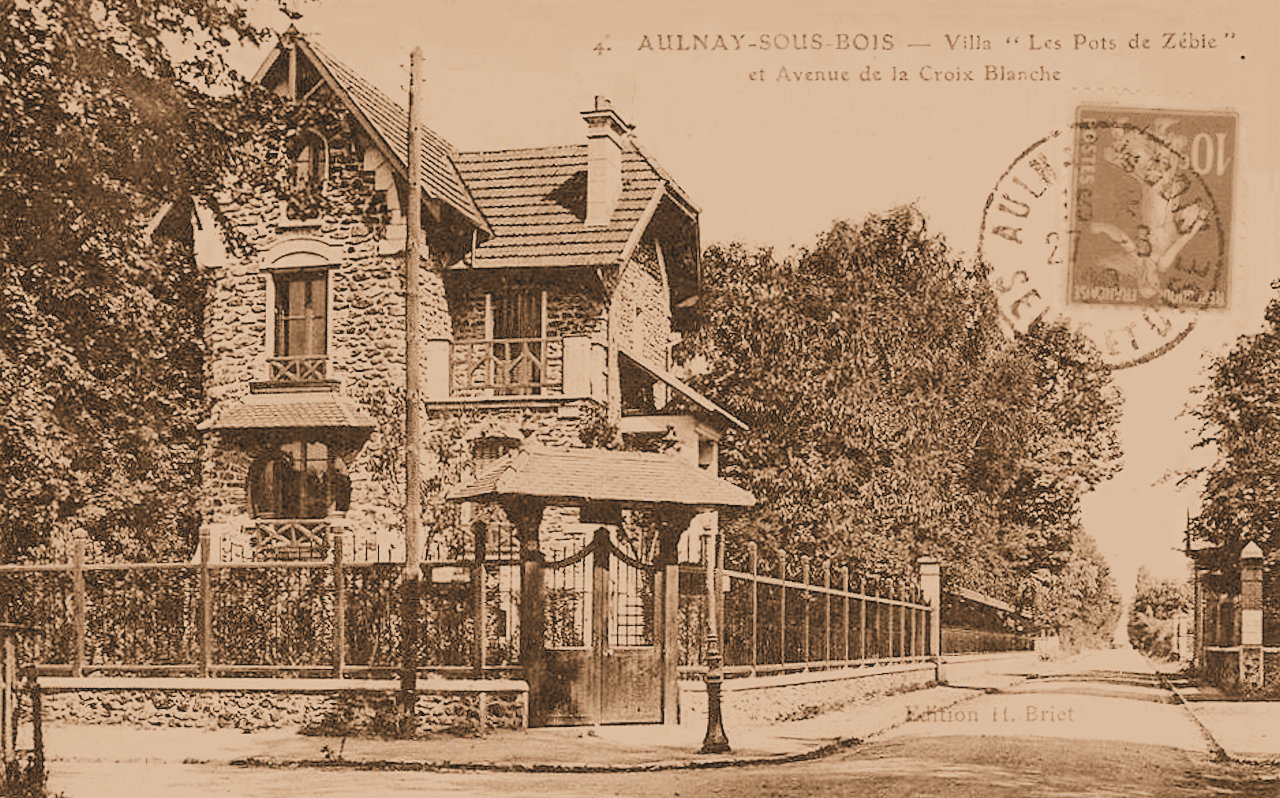
Aulnay, avenue de la Croix-Blanche.
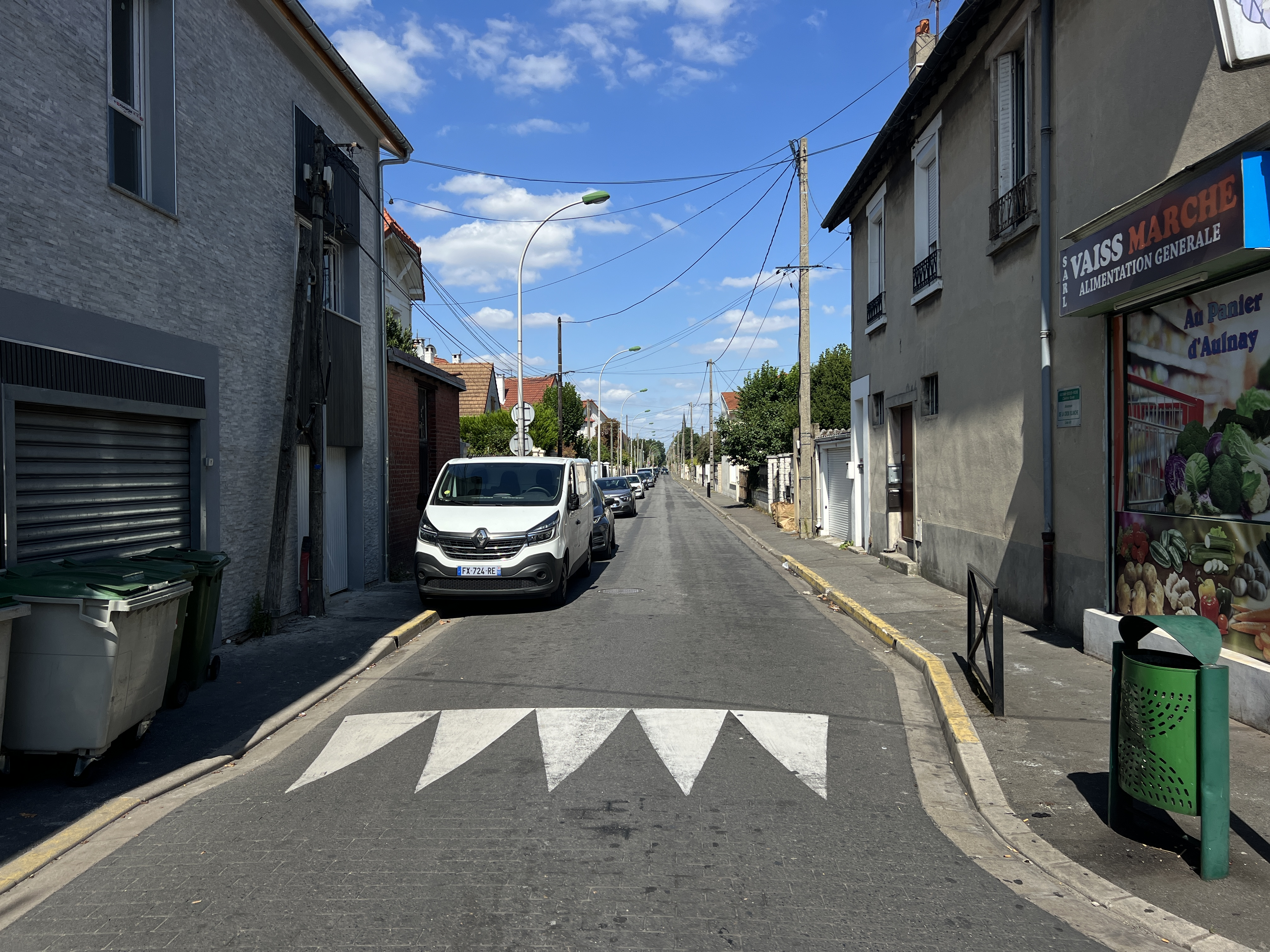
L'avenue dans sa partie sud.